# Jean Jourden

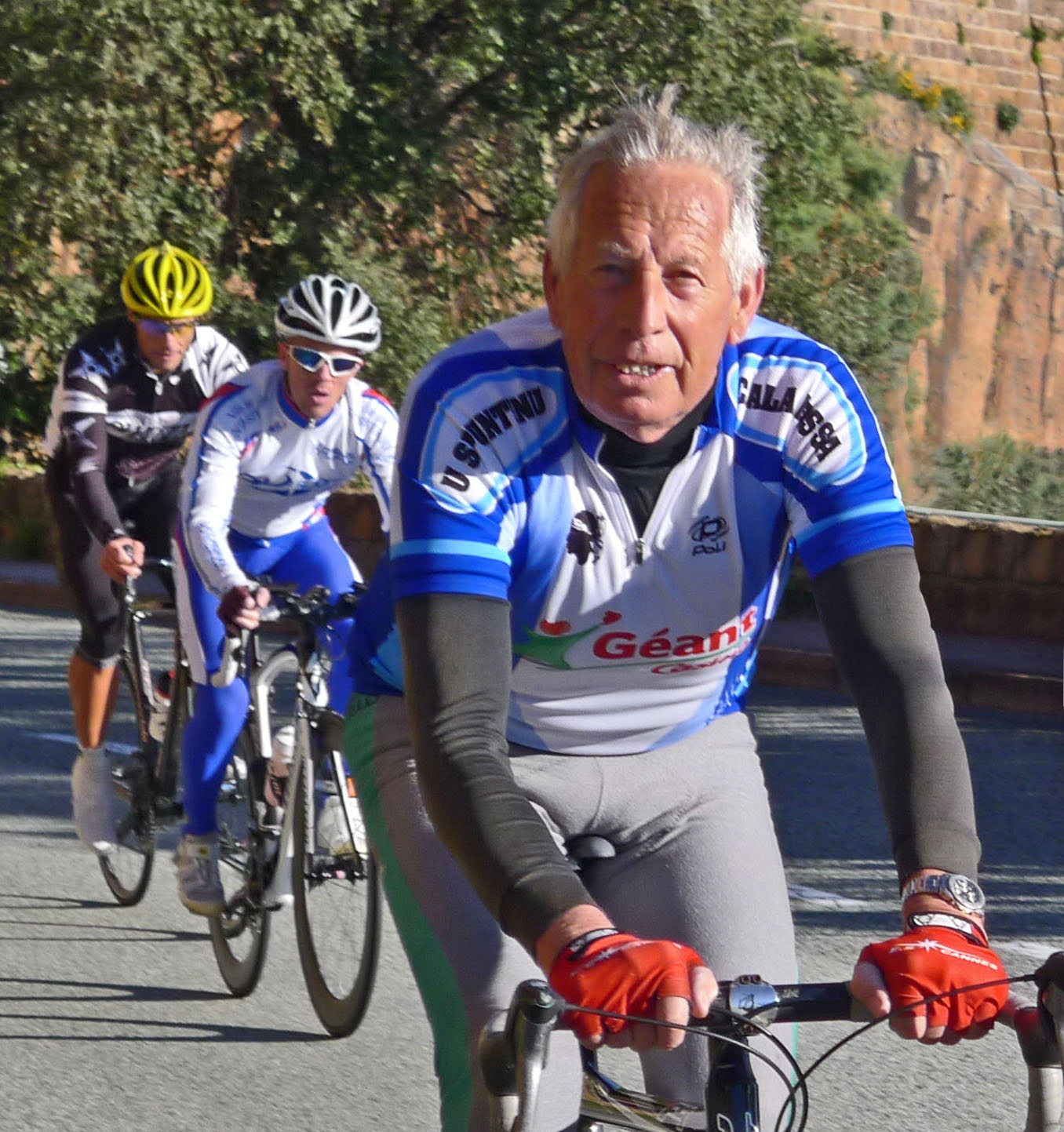
Jean Jourden (2013)

Jean Jourden (* 11. Juli 1942 in Saint-Brieuc; † 23. November 2024) war ein französischer Radrennfahrer.
Jourden verbrachte eine zum Teil dramatische und schwere Kindheit. Mit seinem Bruder flüchtete er vor der häuslichen Gewalt und lebte in einer selbst gebauten Hütte. Dennoch verfolgte er seinen Traum, Radsportler zu werden. Mit 15 Jahren begegnete er bei einer Trainingsfahrt Jacques Anquetil, den sein Schicksal anrührte und der sein Talent erkannte. Anquetil brachte ihn bei einer radsportbegeisterten Familie unter und brachte ihn mit seinem Trainer Boucher zusammen. 1961 war das erfolgreichste Jahr in der Radsport-Karriere von Jean Jourden: Bei den UCI-Straßen-Weltmeisterschaften 1961 in Bern errang er im Alter von 19 Jahren den Weltmeistertitel im Straßenrennen der Amateure, gewann den Giro del Mendrisiotto, die Route de France und wurde französischer Meister im Mannschaftszeitfahren. 1964 wurde er erneut französischer Meister im Mannschaftszeitfahren und gewann das französische Saisoneröffnungsrennen von Paris nach Ezy, das erstmals in jenem Jahr die Elite der französischen Amateure gemeinsam am Start sah.
1965 ging Jourden ins Profilager, wo er im Team FORD-France von Jacques Anquetil seinen ersten Vertrag erhielt. Ein Jahr später ging er zu MERCIER-BP, um Raymond Poulidor zu unterstützen. Er konnte bei den Professionels 12 Siege erringen, doch ganz große Erfolge blieben aus. Zweimal startete er bei der Tour de France, gab jedoch jedes Mal auf. 1967 gewann er den Grand Prix d’Aix-en-Provence und den Grand Prix de Saint-Raphaël. 1968 gewann er die Polymultipliée, die Vier Tage von Dünkirchen sowie den Grand Prix de Plouay Ouest-France, den er 1969 nochmals für sich entschied. 1970 siegte er beim Grand Prix d’Isbergues.
Nach der Saison 1972 im Trikot von Peugeot-BP trat Jean Jourden vom Radsport zurück und eröffnete ein Fahrradgeschäft in Pont-Audemer.